# KAZD-TV
El Canal 55 de Lake Dallas (siendo su indicativo KAZD) es una estación de televisión abierta estadounidense, propiedad de Weigel Broadcasting. Su área de cobertura abarca la zona metropolitana de Dallas-Forth Worth. Su sede está ubicada en la McKinney Avenue en el centro de Dallas y su antena transmisora se encuentra al sur de Belt Line Road en Cedal Hill.

## Historia
La estación salió por primera vez en el aire en 1990 como KLDT (Significado Lake Dallas, Texas o Lake Dallas Television). Esa estación señaló para unos jugosos US$ 15.500 finos impuestos por la FCC por no haber personal adecuadamente su estudio principal, para no hacer su archivo de inspección pública libremente disponible y de otras violaciones de la presentación. La estación perdió su licencia a mediados de la década de 1990.
Otra estación, que también utiliza el canal 55 y las siglas KLDT, fue fundada el 18 de marzo de 1997 con una concesión de un permiso de construcción original a Johnson Broadcasting de Dallas LLC. La aplicación fue mutuamente excluyente con la solicitud de renovación de la licencia de la primera estación KLDT, pero la FCC concedió la aplicación Johnson Broadcasting y no renovó la licencia de la estación anterior.
La estación tenía originalmente el indicativo de señal llamado KAVB, pero rápidamente se cambió a KLDT. Originalmente fue un afiliado de ACN, la estación pronto había relegado programación comercial a las horas nocturnas y comenzó a emitir programas sindicados clásicos y películas, así como noticias de bloomberg TV, Deportes universitarios de ESPN Plus, carreras de caballos de Lone Star Park y Los Astros de Houston de la MLB y también emitió juegos que se pasaron en la estación KNWS-TV en Houston. Durante este tiempo, la estación adoptó el lema TV55 tiene las series que sabes.
En el 2000, la estación había deshecho la mayoría de su programación entretenida en favor de Infomerciales, o compras de ACN. Sin embargo, en ese mismo año, la estación recibió necesariamente una afiliación. KLDT pronto se convirtió en la estación principal de Hispanic Television Network. HTVN emitía programación dirigida a los televidentes hispanos de México. Debido a varios errores, la red dejó de funcionar en 2003 y el canal de nuevo emitió programas de compras, esta vez de ShopNBC.
Esta vez, la mayor parte de la programación deportiva de la estación había sido trasladada a la ex-afiliada de Telemundo, KFWD. En 2005, la estación temporalmente se convirtió en la estación oficial del equipo de fútbol del FC Dallas , pero que también se trasladaría a KFWD. La estación finalmente abandonó su afiliación de ShopNBC y comenzaron a llenar sus horarios vacíos con Informerciales, así como programación religiosa. Dos semanas antes del Apagón analógico, KLDT se convirtió en una afiliada de Gems TV.
En 2008, KLDT regresó a su programación de infomerciales, esta vez de OnTV4U y WizeBuys Network, luego el 2 de noviembre de 2009, KLDT se volvió a afiliar con ShopNBC después de 4 años.
Johnson Broadcasting presentó una demanda de protección de bancarrota en octubre de 2008. Un año más tarde, impacientes de acreedores pidió a la Corte de bancarrota para permitir la venta de KLDT y KNWS. Una Vez Más Holdings, LLC. surgió como el líder postor. La venta a Una Vez Más fue aprobada por la Corte de bancarrota el 29 de diciembre de 2009 y finalmente recibió aprobación de la FCC, el 27 de septiembre de 2010 después de que esta rechazara una petición para negar la venta realizada por Spanish Broadcasting System. El 30 de septiembre de 2010, Una Vez Más pidió un cambio de indicativo de señal a KAZD en orden de que este refleja su afiliación a Azteca América. Había planes para que KLDT añadiera Retro Television Network a su canal secundario (54,2), pero debido a la quiebra, esos planes fueron desechados inmediatamente.
En abril de 2010, KLDT se convirtió en una afiliada de Liquidation Channel. Con la excepción de dos espectáculos religiosos y una serie para niños, la mayoría de la programación de KLDT constaba de infomerciales y ser repetidora de Liquidation Channel. Sin embargo, KLDT a mediados de noviembre de 2010 dejó de transmitir Liquidation Channel (excepto en la programación religiosa) y su programación cambió a Infomerciales. A lo largo de los años, KLDT sufrió varios reveses técnicos, donde llegaron hasta el punto donde tuvieron que estar durante varias horas fuera del aire.
El 30 de diciembre de 2010, KLDT dejó de transmitir todo, excepto una diapositiva de indicativo de llamada, afiliándose con Azteca América y cambiando su indicativo de señal a KAZD a las 9 PM CT.
Actualmente, KAZD tuvl planes para añadir Biz Television en el canal 55.2, el cual, ya está operativo desde el 11 de marzo de 2011.

### Apagón analógico
El 22 de mayo de 2006, KLDT comenzó a emitir digitalmente en el canal 54. Esto sería clave, como Qualcomm, que fue puesta en marcha el servicio de MediaFLO en 716-722 MHz (frecuencia de canal 55), pediría ir sólo digital en el canal 54. El 17 de noviembre de 2006, la Comisión Federal de comunicaciones le dio permiso para que KLDT cerrara sus instalaciones analógicos y "Corte flash" en su canal digital final (39) al final del período de transición de DTV en 2009. KLDT apagó su señal analógica el 1 de enero de 2007.
El 12 de junio de 2009, KXTX apagó la señal analógica en el canal 39 y KLDT se trasladó su señal digital a ese canal en concreto. Desde 2007 a 2010; mediante el uso de PSIP, receptores de televisión digital muestran su canal virtual como "54.1". Desde diciembre de 2010 en adelante, KAZD utiliza el canal virtual "55.1".

## Programación
KAZD es un afiliado de Azteca América a tiempo completo. La estación transmite un noticiero local cada noche en español llamado "Noticiero Azteca América Texas".
La mayoría de la programación de KLDT fueron infomerciales, Home Shopping, programación religiosa pagada, y "Bloopie's Buddies" un show Educativo/Informativo para niños. Se desconoce por el momento si el inventario de programación podría trasladarse a otra estación.

## Subcanales digitales
| Subacanal digital | Video | Aspecto | Programación                   |
| ----------------- | ----- | ------- | ------------------------------ |
| 55.1              | 720p  | 16:9    | Programación de Azteca América |
| 55.2              | 480i  | 4:3     | Programación de VietFace TV    |
| 55.3              | 480i  | 4:3     | Programación de Inmigrante TV  |
| 55.4              | 480i  | 4:3     | Infomerciales                  |
| 55.5              | 480i  | 4:3     | Infomerciales                  |
| 55.6              | 480i  | 4:3     | Programación de Biz Television |